# Johannes Schüler
Johannes Schüler   (Witnica, 21 de juny de 1894 - Berlín, 3 d'octubre de 1966) va ser un director d'orquestra alemany que va ocupar càrrecs destacats en teatres d'òpera com l'Òpera Estatal de Berlín i la Staatsoper Hannover. Va promoure la música contemporània, liderant les estrenes mundials de Three Pieces for Orchestra d'Alban Berg per a orquestra el 1930, i el Boulevard Solitude de Henze el 1952.
Schüler va néixer a Vietz (ara Witnica, Polònia), fill d'un organista. Va estudiar a la Universitat de Berlín i a la "Musikhochschule Charlottenburg" de 1913 a 1914, i de nou després de la guerra, en la qual va servir en l'exèrcit de 1918 a 1920. Va estudiar direcció amb Rudolf Krasselt i composició amb Paul Juon. El 1920, va començar la seva carrera com a segon mestre de capella al "Stadttheater Gleiwitz" de l'Alta Silèsia. El 1922 va canviar al "Stadttheater Königsberg", i el 1924 per primera vegada a "l'Opernhaus Hannover", on va ser Zweiter Kapellmeiser sota Krasselt.
El 1928 Schüler es va convertir en "Landesmusikdirektor" a Oldenburg, on va romandre durant quatre anys. Es va fer conegut pel seu compromís amb la música contemporània, convertint-se en un dels primers a dirigir Wozzeck d'Alban Berg. El 14 d'abril de 1930, va dirigir l'estrena mundial de Three Pieces for Orchestra de Berg per a orquestra, op. 6, amb "l'Oldenburger Landesorchester". Ell, juntament amb el seu predecessor, Werner Ladwig, va fer d'Oldenburg un centre de música contemporània a Alemanya. El 1932, Schüler es va traslladar a l'Òpera de Halle. Després que els nazis van prendre el poder el 1933, va ser director musical municipal a Essen a 1936, i va ser nomenat a l'Òpera Estatal de Berlín el 1935.
El 1937, es va unir al Partit Nazi i el 1938 va ser nomenat per Hitler com a "Staatskapellmeister", i l'any següent "Generalintendant". El 3 d'octubre de 1943, va actuar amb la Filharmònica de Berlín a Cracòvia ocupada. Schüler va dirigir el primer enregistrament complet de Martha de Flotow, amb Erna Berger i Peter Anders en els papers principals. Va dirigir l'última actuació a l'Òpera Estatal de Berlín el 31 d'agost de 1944, Figaro de Mozart, abans que tots els teatres alemanys fossin tancats a causa de la Segona Guerra Mundial. Hitler el va catalogar com Gottbegnadet, que el va salvar dels deures militars.
Després de la guerra, va ser responsable de la reconstrucció de l'òpera. Va dirigir la primera representació a Berlín de Mathis der Maler de Hindemith a l'Òpera de l'Estat el 1948. El 1949, va anar a Hannover per segona vegada, on va ser Generalmusikdirektor (GMD) fins a 1960.: Va dirigir l'estrena mundial de Boulevard Solitude de Henze el 17 de febrer de 1952,: escenificat per Jean-Pierre Ponnelle. Va mantenir relacions amb l'Òpera Estatal de Berlín com a director convidat regular. Va dirigir Rigoletto de Verdi el 20 de setembre de 1945, dirigida per Wolf Völker. El 1954, va participar en la primera aparició com a convidat de la companyia a París. A Berlín, va dirigir Ievgueni Oneguin de Txaikovski el 4 d'octubre de 1955, protagonitzada per Erich-Alexander Winds, i Wozzeck el 14 de desembre d'aquest any, dirigida per Werner Kelch amb escenografia de Hainer Hill.
Schüler va morir a Berlín a l'edat de 72 anys.